# پرافرت
پرافرت (به اسپانیایی: Perafort) یک شهرستان در اسپانیا است که در استان تاراگونا واقع شده‌است.

## خصوصیات
پرافرت ۹٫۶ کیلومترمربع مساحت و ۱٬۲۱۸ نفر جمعیت دارد و ۱۲۵ متر بالاتر از سطح دریا واقع شده‌است.